# Jacques L'Heureux
Pour les articles homonymes, voir L'Heureux.
Jacques L'Heureux (10 février 1953 - ) est un acteur québécois, né à Sillery. Il est surtout connu pour avoir joué dans l'émission pour enfants Passe-Partout, où il interprétait le rôle de Passe-Montagne et pour son rôle de Julien Constantin dans Virginie.

## Filmographie

### Cinéma
- 1976 : Ti-Cul Tougas : Ambulancier
- 2003 : Comment ma mère accoucha de moi durant sa ménopause : Médecin accouchement
- 2003 : En magasin : Father
- 2005 : Familia : François
- 2009 : Astro[2]: Dr. Elefun (voix)
- 2011 : Le Sens de l'humour : Policier Provincial
- 2012 : Toute la vérité : Docteur jasmin

### Série télévisée
- 1975 : Y'a pas de problème : Marcel
- 1976 : Duplessis
- 1977 - 1991 : Passe-Partout : Passe-Montagne
- 1978: Duplessis: Éloi Leblond
- 1978 : Terre humaine : "Pierre Jolivet"
- 1980 : Le Temps d'une paix : Valérien Lavoie
- 1987 : L'Héritage : Ti-Bob Cayouette
- 1987 - 1988 : Un homme au foyer : Julien Beaudoin
- 1996 : Virginie : Julien Constantin
- 1997 : Diva ("Diva") : Robitaille
- 1998 : Réseaux : Duranceau
- 2000 : Chartrand et Simonne : L'abbé Camirand
- 2003 : Harmonium : Père de Louis Valois
- 2007 : Les Hauts et les Bas de Sophie Paquin : Père Bluteau
- 2008 : Blaise le blasé : Paul Leblanc (voix)
- 2010 : Musée Éden : Notaire Bellemare
- 2010 : Une grenade avec ça? : Zac LeBondain
- 2014 : Série Noire : coproducteur/Henri
- 2019 : District 31 : Paul Daviaux
- 2022 : Indéfendable : Juge Lamy"